# Genus
Das Genus (Plural: Genera; von lateinisch genus „Art, Gattung, Geschlecht“, als grammatischer Fachausdruck in Anlehnung an altgriechisch γένος génos) oder deutsch das grammatische Geschlecht ist eine in vielen Sprachen vorkommende Klassifikation von Substantiven, denen jeweils ein Genus zugeordnet ist. Mit diesem Genus muss dann die Wortform anderer Wörter übereinstimmen, die sich auf das Substantiv beziehen, im Deutschen beispielsweise die Form von Artikeln, Adjektiven und Pronomen. Man bezeichnet solche Übereinstimmungsregeln als Kongruenz. Eine Sprache hat also ein Genussystem, wenn es derartige Regeln der Genus-Kongruenz gibt, aus denen man dann verschiedene Klassen von Substantiven ersieht. Die Klassifikation der Substantive, die sich an der Kongruenz zeigt, kann die Deutung von Pronomina unterstützen: In einer Konstruktion wie „der Deckel der Kiste, der/die grün gestrichen ist“ weiß man nur durch das Genus des Relativpronomens, worauf sich der Relativsatz bezieht.
Im Deutschen und anderen Sprachen gibt es Genera, die die Namen der natürlichen Geschlechter (Sexus) „männlich/maskulin“ oder „weiblich/feminin“ tragen. Es besteht dabei durchaus ein Zusammenhang zwischen natürlichem und grammatischem Geschlecht, der im Abschnitt Maskulinum, Femininum, Neutrum, Utrum dargestellt ist. Das Genus bezeichnet jedoch nicht biologische oder andere Eigenschaften des mit dem Wort bezeichneten Lebewesens, Gegenstands oder Begriffs, sondern nur die Weise der Kongruenz anderer Wörter. Auch bezeichnen die meisten maskulinen und femininen Wörter etwas, das gar kein natürliches Geschlecht hat. In anderen Genussystemen braucht die Zuordnung der Genera zu den Substantiven überhaupt nichts mit natürlichen Geschlechtern zu tun zu haben.

## Begriffe

### Kategorien, Flexion, Kongruenz
In Sprachen, die Genera haben, ist – außer in wenigen Sonderfällen – jedem Substantiv eindeutig ein Genus zugeordnet. Dieses wirkt sich so aus, dass andere Wörter, die sich auf das Substantiv beziehen, in Abhängigkeit vom Genus des Substantivs gebeugt (flektiert) werden, also ihre Form verändern. Das Genus ist die dieser Beugung zugrundeliegende grammatische Kategorie. Zum Beispiel passen sich die Adjektive in dem Ausdruck
```
ein 
Adj
[angeblich-
er
] 
Adj
[nigerianisch-
er
] Prinz
(mask.)
```

dem Genus (Maskulinum) des Substantivs Prinz an. Die Übereinstimmungsregel besteht zwischen dem Substantiv und seinen Attributen sowie dem Artikel ein (im Beispiel haben wir zwei getrennte Attribute, daher zweimal Beugung). Eine solche Übernahme einer grammatischen Kategorie bei einer Beugung heißt Kongruenz (für eine abweichende Konzeption siehe Rektion #„Genus-Rektion“). Das Substantiv Prinz dagegen trägt das Genus „maskulin“ als ein festes Merkmal, es entsteht dort nicht durch Kongruenz mit der grammatischen Umgebung.
Das Genus eines Substantivs ist diesem also fest zugeordnet, so dass es keine Beugung von Substantiven nach dem Genus gibt. Fälle wie Koch/Köchin (sogenannte Movierung) sind kein Gegenbeispiel, denn es handelt sich hierbei um Ableitung eines neuen Wortes, nicht um verschiedene Beugungsformen desselben Wortes. Man sieht dies daran, dass die Basis der Ableitung, nämlich Koch, selbst schon ein maskulines Genus trägt, das abgeleitete Köchin ist ein neues Wort, mit einem anderen Genus. Daher ergibt sich auch der Unterschied, dass der Plural eines Substantivs sehr wohl eine Beugungsform ist, im Gegensatz zum Genus: Der Plural kommt erst durch die Beugungsform an den Wortstamm des Substantivs, dieses Merkmal ist nicht schon im Wortstamm vorhanden.
Für den Nachweis, ob eine Sprache Genus hat, ist es somit wichtig, nicht einfach auf das „Geschlecht“ eines Substantivs zu schauen, sondern Genus als grammatisches Merkmal zeigt sich nur in der Beugung anderer Wörter aufgrund von Kongruenzregeln. Welche Wortarten in einer Sprache hinsichtlich des Genus mit dem Substantiv kongruieren, ist von Sprache zu Sprache verschieden (siehe Abschnitt Genuskongruenz). In einigen Fällen kann auch ein Pronomen ein eigenes Genus haben, mit dem dann andere Wörter kongruieren (siehe Abschnitt Genus von Pronomen).
In manchen Sprachen kann man aus der Form des Substantivs und aus den Beugungsformen nach Numerus und Kasus auf sein Genus schließen. Oder es besteht ein Zusammenhang zwischen Wortbedeutung und Genus. Solche morphologischen (die Wortformen betreffenden) oder semantischen (die Bedeutung betreffenden) Zusammenhänge machen aber nicht das Genus aus; dieses ist vielmehr durch die Genuskongruenz anderer Wörter charakterisiert. Das zu unterscheiden ist wichtig, weil solche Zusammenhänge oft nicht alle Substantive abdecken oder einige Ausnahmen haben, wohingegen die Kongruenzen durch das Genus eindeutig bestimmt sind, selbst wenn die Zuordnung des Genus zum Substantiv irregulär erscheint. Beispielsweise haben im Deutschen Wörter, die nur weibliche Personen oder Tiere bezeichnen, regelmäßig – aber nicht ausnahmslos – feminines Genus, Diminutive auf „-chen“ dagegen neutrales. Das Wort „Mädchen“, bei dem sich diese beiden Regeln widersprechen, hat trotzdem ein eindeutiges Genus, das im selben Satz alle Kongruenzen eindeutig bestimmt, nämlich das neutrale. Im Teilsatz „das Mädchen, das seine Haare offen trug“ kann es mit „Mädchen“ keine femininen Kongruenzen geben. – Zur Abgrenzung der Genera von morphologischen und semantischen Eigenschaften von Substantiven siehe den Abschnitt Abhängigkeiten des Genus.

### Andere Kategorien des Substantivs
Neben dem Genus gibt es weitere Kategorien des Substantivs, die ebenfalls auf kongruierende andere Wörter einwirken können. Hier geht es um das Zusammenspiel mit dem Genus. Oft werden Genus, Numerus und – falls in der Sprache vorhanden – Kasus als die drei für Substantivkongruenzen verantwortlichen Kategorien genannt (KNG-Kongruenz), aber auch andere Kategorien, insbesondere Definitheit und Belebtheit, können eine Rolle spielen.

#### Numerus
Manche Sprachen unterscheiden die Genera nur im Singular, nicht im Plural. Das gilt für das Deutsche und die anderen germanischen Sprachen bis auf Färöisch und Isländisch, ebenso für die nordostslawischen Sprachen Belarussisch, Russisch und Ukrainisch und die südostslawischen Sprachen Makedonisch und Bulgarisch. Bei diesen Sprachen sind im Plural die kongruierenden Artikel und Adjektive in allen Kasus unabhängig vom Genus des Substantivs:
- alter Herr – Plural ohne Artikel: N/A: alte Herren, G: alter Herren, D: alten Herren – Plural mit Artikel: die / der / den / die alten Herren
- alte Dame – Plural ohne Artikel: N/A: alte Damen, G: alter Damen, D: alten Damen – Plural mit Artikel: die / der / den / die alten Damen

Sämtliche baltische und viele romanische Sprachen unterscheiden dagegen auch in der Pluralform zwei Genera, nämlich maskulin und feminin, ebenso die semitischen Sprachen.
Wenn die Genusunterschiede im Plural verschwunden sind, lässt sich bei Wörtern ohne Singular (den Pluraliatantum) das zugrundeliegende Genus nicht aus den Kongruenzen ermitteln, sondern allenfalls aus der Wortgeschichte wie bei Kosten und Ferien, die vom mittelhochdeutschen femininen koste und vom lateinischen femininen Pluralwort feriae abstammen. In Wörterbüchern wird dann oft statt eines Genus „Mehrzahl“ angegeben.
In einigen Tochtersprachen des Lateinischen gibt es sogenannte ambigene Substantive, welche ein Überbleibsel der alten Klasse der Neutra fortsetzen. Diese Substantive verhalten sich im Singular stets wie Maskulina, im Plural dagegen wie Feminina. Im Französischen und Italienischen handelt es sich hierbei nur um eine Handvoll Wörter, während dieses Schema im Rumänischen eine große Zahl von Substantiven erfasst hat (mehrere tausend); die Gruppe dieser Substantive wird im Rumänischen darum häufig als Neutra etikettiert, obwohl sie keine eigenen Formen aufweist, sondern sich lediglich numerusabhängig der jeweiligen Formen der anderen beiden Genera bedient. Auch im Albanischen gibt es Ambigenera.
Beispiele für Ambigenera:
- im Italienischen: il labbro (Sg.m.def.) – le labbra (Pl.f.def.), die Lippe – die Lippen
- im Französischen: l’amour mort – les amours mortes (Pl.f.def.), die tote Liebe – die toten Lieben
sowie le vieil homme (Sg.m.def.) – les vieilles gens (Pl.f.def., nur vor dem Subst.), der alte Mensch – die alten Menschen
- im Rumänischen: scaunul (Sg.m.def.) – scaunele (Pl.f.def.), der Stuhl – die Stühle

Setzt man nicht voraus, dass Genus und Numerus völlig unabhängig voneinander sind, kommt man zu einer Beschreibung, in welcher die meist zwei Numeri je in eine oder mehrere Klassen zerfallen und zu jedem Wort festliegt, in welcher Singular- und Pluralklasse es liegt, falls es im jeweiligen Numerus überhaupt vorkommt. In diesem Modell gäbe es beispielsweise für das Deutsche vier Klassen: die drei Singulargenera und eine gemeinsame Klasse für alle Pluralwörter einschließlich der Pluraliatantum, da die Kongruenzen von Pluralwörtern nicht vom Genus des Singularwortes abhängen. Im Rumänischen oder Französischen gäbe es auch vier Klassen, nämlich maskulin und feminin je in Singular und Plural, und auch die Ambigenera passen in das Schema. Bei den Nominalklassen der Bantusprachen wird das so gemacht; für die Genera der indogermanischen und semitischen Sprachen ist es nicht üblich.

#### Kasus
Kasus ist eine Kategorie, die am Substantiv und an kongruierenden Wörtern – mehr oder weniger dieselben, die auch hinsichtlich des Genus mit dem Substantiv kongruieren – die Wortform ändert. Im Deutschen werden die Substantive kaum noch verändert (nur Genitiv-s bei maskulinen und neutralen Wörtern im Singular sowie Dativ-n im Plural), so dass sich der Kasus hauptsächlich am Artikel zeigt sowie dann am Adjektiv, wenn der Artikel fehlt oder keine genus- und kasusspezifische Endung hat. Voll ausgebildete Kasus gibt es in den meisten slawischen, baltischen und inselnordischen Sprachen, wohingegen die übrigen germanischen und die romanischen Sprachen die Kasusunterscheidung aufgegeben haben.

#### Definitheit
Die Definitheit eines Substantivs ist eine grammatische Kategorie, mit der bezeichnet wird, ob mit dem Substantiv bestimmte Dinge oder Personen gemeint sind oder unbestimmte. Sie kann gemeinsam mit den Kategorien Genus, Numerus und Kasus auf kongruierende Wörter einwirken wie im Folgenden beschrieben.
Im Deutschen und vielen anderen Sprachen wird Definitheit durch Verwendung des bestimmten Artikels ausgedrückt, der mit dem Substantiv nach Genus, Numerus und Kasus kongruiert. Die Ersetzung des definiten durch den indefiniten Artikel wird aber nicht als Beugung des Artikels nach der Kategorie Definitheit aufgefasst. Der Artikel kann auch am Substantiv selbst als Nachsilbe (so in den skandinavischen Sprachen je nach Kontext sowie im Rumänischen und im Albanischen) oder als Vorsilbe (so im Arabischen und Hebräischen) angebracht sein. Andere kongruierende Wörter wie Adjektive sind seltener betroffen. Beispielsweise wird im Hebräischen nicht nur das Substantiv mit der genus- und numerusunabhängigen Artikelvorsilbe ha- versehen, sondern auch Adjektive, und die Konstruktion der gesamten Nominalphrase ist abhängig von Genus und Definitheit:
- schloscha jeladim tovim (indef., mask.) – drei (Grundform schalosch) gute (GF tov) Kinder (GF jéled)
- schlóschet hajeladim hatovim (def., mask.) – die drei guten Kinder
- schalosch jeladot tovot (indef., fem.) – drei gute Mädchen (GF jalda)
- schalosch hajeladot hatovot haélle (def., fem.) – diese (genusunabh. GF élle) drei guten Mädchen

#### Belebtheit
In vielen Sprachen wird in der Grammatik ein Unterschied zwischen belebten und unbelebten Substantiven gemacht, wobei die Grenze meist zwischen Mensch und Tier einerseits und Pflanzen, Dingen und Abstrakta andererseits verläuft, manchmal auch zwischen Mensch und Tier. In den anatolischen Sprachen, einem ausgestorbenen Zweig der indogermanischen Sprachen, ist die Belebtheit das Hauptkriterium für die Zuordnung von Substantiven zu den beiden Genera.
In Sprachen mit einem anderen Genussystem kann die Belebtheitkategorie die Genera weiter differenzieren. Beispiele:
- In manchen Sprachen, deren Genussystem keinen Bezug mehr zu natürlichen Geschlechtern hat, werden trotzdem verschiedene Pronomen in Abhängigkeit vom Geschlecht von Personen verwendet, etwa im Dänischen, wo die Personalpronomen der 3. Person Singular für Sachen genusabhängig den (Utrum) und det (Neutrum), für Personen aber geschlechtsabhängig han (männlich) und hun (weiblich) lauten. Sieht man das als Genusunterschied an, gibt es vier statt zwei Genera.
- Ähnlich ist es im Englischen, wo he, she und it (mit den Possessivpronomen his, her und its) hauptsächlich nach Belebtheit und natürlichem Geschlecht unterschieden werden, obwohl es ansonsten keine Genera gibt.
- In manchen slawischen Sprachen hat im Singular maskuliner Wörter und im Plural der Akkusativ bei Lebewesen dieselbe Form wie der Genitiv, bei Unbelebtem wie der Nominativ. Sie unterscheiden dann zwischen einem belebten Maskulinum für Personen mit männlichem Sexus (tschechisch nový král = neuer König, Genitiv nového krále, Akkusativ nového krále) und einem unbelebten Maskulinum (tsch. nový hrad = neue Burg, Genitiv nového hradu[4], Akkusativ nový hrad), haben also in gewisser Weise vier Genera.[5]
- In Swahili gibt es ein Klassenpaar (Klasse 1/2 für Singular/Plural) ausschließlich für Lebewesen, aber Lebewesen können auch in anderen Klassen vorkommen. Sie haben dann einen Teil ihrer Kongruenzen nach ihrer Klasse und einen Teil nach Klasse 1/2 wegen der Eigenschaft, belebt zu sein. Auch hier erhöht sich die Zahl der Genera, wenn man das als Genusunterschied betrachtet.

In Grammatiken verzichtet man darauf, diese Unterscheidungen als gesonderte Genera zu betrachten, und beschreibt die Abweichungen bei belebten Substantiven stattdessen als ergänzende Regeln über Deklination und Genuskongruenz.
Im Deutschen betrifft die Belebtheit – wie in den ersten beiden Beispielen oben – hauptsächlich Pronomen (wer/was, jemand/etwas); siehe dazu den Abschnitt Genus von Pronomen.
Belebtheit ist durch die Bedeutung des Wortes gegeben, so dass Synonyme dieselbe Belebtheit aufweisen. Beim Genus kommt es dagegen vor, dass es wechseln kann, wenn ein Wort durch ein Synonym ersetzt wird: „ein Mensch und sein Beruf“, aber „eine Person und ihr Beruf“, oder „ein Weib und sein Beruf“, aber „eine Frau und ihr Beruf“. Kommt so etwas in der Sprache nirgends vor, ist es fraglich, ob es sich um eine Genusunterscheidung handelt.
Ein Beispiel einer anderen Kategorisierung nach Wortbedeutung, die üblicherweise nicht als Genus betrachtet wird, sind die Zähleinheitswörter in ostasiatischen Sprachen, die man als Modifikationen des davor stehenden Zahlworts oder Demonstrativpronomens betrachten kann und die vom danach stehenden Substantiv abhängen.

### Nicht eindeutiges Genus
Nicht immer ist das Genus eines Substantivs eindeutig, auch wenn es sich nicht um zufällige Gleichheit (Homonymie) verschiedener Wörter handelt wie bei der/die Kiefer oder der/das Tau. Manchmal wird ein und dasselbe Wort regional oder individuell mit verschiedenem Genus benutzt, ohne dass eines der Genera als richtig und das andere als falsch gilt: der/das Gummi, der/das Katheder, die/das Cola, der/die Abscheu, der/die Dispens, der/das Traktat. Bei einigen Wörtern hat sich bei der Auseinanderentwicklung der Bedeutungen desselben Wortes (Polysemie) gleichzeitig das Genus differenziert: der/das Schild, der/das Verdienst, der/das Korpus, die/das Anerkenntnis, der/das Teil, der/die See.
Zur Uneindeutigkeit des Genus bei Pluraliatantum und Ambigenera siehe den Abschnitt Numerus.
Manche scheinbaren Uneindeutigkeiten des Genus kommen auch von der Erwartung, das Genus müsse immer dem natürlichen Geschlecht entsprechen. So nennt der antike Grammatiker Dionysios Thrax (2. Jhdt. v. Chr.) in seiner griechischen Grammatik neben den üblichen drei Genera, die er als unzweifelhaft existent ansieht, zwei weitere, die „manche hinzufügen“:
- Γένος κοινόν (génos koinón „gemeinsames Geschlecht“; lat. Genus commune) bezeichnet die Genusausprägung von Substantiven, die je nach dem biologischen Geschlecht des bezeichneten Wesens als maskulin oder feminin verwendet werden (etwa bei Dionysios (ho / hē) híppos ‘Pferd’). Im Deutschen sind solche primären Substantive selten (der/die Präses, der/die Hindu, der/die Azubi); hierher gehören in großer Zahl sekundäre Substantive in Form von substantivierten Partizipien (der/die Reisende, der/die Studierende) und substantivierten Adjektiven (der/die Kranke, der/die Jugendliche). Im Französischen sind entsprechende Substantive häufig (un/une enfant, le/la ministre, le/la pianiste und andere Personenbezeichnungen auf -e). Sie verhalten sich wie zwei polyseme Wörter mit unterschiedlichem Genus.

- Γένος ἐπίκοινον (génos epíkoinon „vermengtes Geschlecht“; lat. Genus promiscuum oder Genus epicoenum) bezeichnet die Genusausprägung von Substantiven mit eindeutig festliegendem Genus, deren Bedeutung Wesen beider biologischen Geschlechter einschließt. Als Beispiele nennt Dionysios (hē) chelidōn (Schwalbe) und (ho) aetós (Adler), also ein Femininum und ein Maskulinum für Tiere, bei denen es keine spezifischen Wörter für Männchen und Weibchen gibt, aber er nennt weder Neutra noch Personenbezeichnungen.

Die lateinischen Bezeichnungen wurden von Aelius Donatus (4. Jhdt. n. Chr.) geprägt, der die Einteilung des Dionysios mit Abänderungen übernahm. Die deutschen Bezeichnungen aus frühneuhochdeutschen Übersetzungen von Donatus werden heute kaum mehr verwendet. Im allgemeinen deutschen Wortschatz findet sich das Wort Epicönum (auch Epikoinon) für ein dem Genus epicoenum angehöriges Substantiv.
Diese Bezeichnungen werden nicht immer einheitlich verwendet. Im Englischen und Französischen wird das Adjektiv epicene oder épicène in beiden oben beschriebenen Bedeutungen verwendet. Genus commune wird auch synonym mit Utrum benutzt.

### Nominalklasse
Der Ausdruck Nominalklasse wurde im 19. Jahrhundert eingeführt, zunächst mit Bezug auf eine Klassifikation von Substantiven in Bantusprachen (wie Swahili). Wie beim Genus, das seit der Antike aus Griechisch und Latein bekannt war, dient dabei das Substantiv als Bezugspunkt von anderen Wörtern im Satz, die mit ihm kongruieren; Nominalklasse genügt also derselben Definition wie Genus. Man spricht üblicherweise von Genus, wenn es um die klassischen Sprachen wie Sanskrit, Hebräisch, Griechisch und Latein und um andere indogermanische und semitische Sprachen geht: diese haben zwei oder drei Genera, von denen meistens eines maskulin und eines feminin heißt. Bei Sprachen mit feinerer Klasseneinteilung und bei Vergleichen ganz verschiedener Klassifizierungssysteme spricht man eher von (Nominal-)Klassen, aber auch Genus wird so verwendet. Es ist eine eher historische Unterscheidung ohne scharfe Trennlinie.
Die Nominalklassen der Bantusprachen unterscheiden sich in folgenden Punkten von den Genera der indogermanischen und semitischen Sprachen:
- Singular und Plural werden getrennt gezählt (siehe dazu den Abschnitt Numerus).
- Man kann die auftretenden Paarungen von Singular- und Pluralklasse als Genera oder als Deklinationsklassen auffassen, da sich die Kongruenzen bis auf die im Abschnitt Belebtheit beschriebenen Besonderheiten aus der Form des Substantivs in Singular und Plural ergeben.

## Genuskongruenz
Das Genus ist eine feste grammatische Kategorie des Substantivs, die an diesem selbst markiert sein kann. Bei italienischen Substantiven wie origano „Oregano“ oder salvia „Salbei“ erkennt man in der Regel an der Endung (-o oder -a) das maskuline oder feminine Genus; bei deutschen Substantiven wie Salbei, Akelei, Einerlei erkennt man es nicht. Dies ist jedoch nicht entscheidend; wichtig ist, dass das Genus an anderen Wörtern im Satz markiert ist, die mit dem Bezugssubstantiv kongruieren, d. h. dasselbe Genus aufweisen. So kongruiert etwa im Deutschen das Adjektivattribut mit dem Bezugsnomen im Genus: frischer Salbei – frische Petersilie – frisches Basilikum. Häufig ist die Genuskongruenz von Determinantien und Attributen eines Substantivs. Mit Partizipien bei der Bildung bestimmter Zeiten, wie im Russischen und Arabischen, oder beim Passiv kongruieren in zahlreichen Sprachen auch Teile des Prädikats mit seinem Subjekt in Genus und nicht nur im Numerus. In romanischen Sprachen kongruiert dasselbe Partizip in Passiv-Bildungen mit dem Subjekt, in Perfekt-Bildungen aber nicht.
Demonstrativpronomina können auch in Subjektsfunktion mit ihrem Prädikationsnomen kongruieren, so im Lateinischen und Italienischen (faccenda ist feminin, problema maskulin):
Questa è una faccenda seria – Das ist eine ernsthafte Angelegenheit
Questo è un problema serio – Das ist ein ernsthaftes Problem

### Kongruenz des Artikels
Für das Deutsche ist es üblich, das Genus eines Substantivs zu bezeichnen, indem man die Form des bestimmten Artikels dazu angibt. Das ist aber nicht für alle Sprachen mit Genera so möglich:
- Viele Sprachen, u. a. Latein und Russisch, haben keine Artikel und auch keine andere Markierung der Definitheit eines Substantivs.
- Soweit es eine solche Markierung gibt, kann sie auch unabhängig von Genus und Numerus sein wie im Hebräischen und Arabischen, und sie kann auch am Substantiv selbst erfolgen wie in skandinavischen und semitischen Sprachen, also nicht an einem anderen Wort des Satzes.

### Kongruenz des Adjektivs
Adjektive verändern meist ihre Form nach Genus, Numerus, und – soweit in der Sprache vorhanden – Kasus des zugehörigen Substantivs. im Deutschen gibt es darüber hinaus auch bei gleichem Genus, Kasus und Numerus bis zu drei Formen, je nachdem, ob das Adjektiv attributiv oder prädikativ gebraucht wird, und im ersteren Fall, ob ein bestimmter Artikel oder Demonstrativpronomen vorangeht. Ähnliche Unterscheidungen gibt es auch in anderen Sprachen; hier Beispiele aus dem Dänischen, Deutschen und Russischen:
| n | et grønt træ      | m | ein grüner Baum     | n | seljonoje derewo   |
| n | det grønne træ    | m | der grüne Baum      | n | seljonoje derewo   |
| n | træet er grønt    | m | der Baum ist grün   | n | derewo séleno      |
| u | en grøn eng       | f | eine grüne Wiese    | f | seljonaja lushajka |
| u | den grønne eng    | f | die grüne Wiese     | f | seljonaja lushajka |
| u | engen er grøn     | f | die Wiese ist grün  | f | lushajka selená    |
| n | et grønt hus      | n | ein grünes Haus     | m | seljonyj dom       |
| n | det grønne hus    | n | das grüne Haus      | m | seljonyj dom       |
| n | huset er grønt    | n | das Haus ist grün   | m | dom sélen          |
| p | grønne træer      | p | grüne Bäume         | p | seljonyje derewja  |
| p | de grønne træer   | p | die grünen Bäume    | p | seljonyje derewja  |
| p | træerne er grønne | p | die Bäume sind grün | p | derewja séleny     |

Abkürzungen:
m = Maskulinum

f = Femininum

n = Neutrum

u = Utrum

p = Plural (in diesen drei Sprachen nur ein Plural für alle Genera)

### Kongruenz des Zahlworts
In manchen Sprachen unterscheiden sich die Zahlwörter auch jenseits der Eins für Substantive verschiedener Genera, so im Hebräischen oder in Bantusprachen wie Swahili. Im Russischen werden die Zahlwörter zwar dekliniert, aber nur die Zwei ist nach Genus unterschiedlich. Im Hebräischen gibt es die Besonderheit, dass die Zahlwörter zum Zählen maskuliner Objekte feminine Endungen tragen und umgekehrt.

### Kongruenz von Pronomen
Personal- und Demonstrativpronomen sind in Sprachen mit Genera meistens vom Genus des bezeichneten Substantivs abhängig.
Als Funktionswörter müssen Pronomen nicht unbedingt eigene Wörter sein; sie können auch die Form von Klitika haben. Beispiel: Die Phrase ihn / sie sehen heißt auf Französisch le / la voir und auf Spanisch verlo / verla. Im Deutschen sind es zwei Wörter, die auch einzeln vorkommen – beispielsweise als Antwort auf eine Frage – und zwischen die man beliebig weitere Wörter einschieben kann; im Französischen kommt le / la als Objektpronomen nicht einzeln vor, sondern nur als unbetontes Klitikon vor dem Verb, und im Spanischen wird das Klitikon mit dem Verb auch zusammengeschrieben, was weniger einen sprachlichen Unterschied ausmacht als einen rein orthografischen.
Possessivpronomen können sich sowohl nach dem Genus des Besitzers (seine / ihre) richten und auch nach dem des Besitzes (sein / seine). In vielen Sprachen wird nur eine der Unterscheidungen gemacht. Manche Sprachen markieren Possession auch mit Affixen, die mit dem Genus des Besitzers kongruieren, etwa im Hebräischen sefer / sifro / sifrah (Buch / sein Buch / ihr Buch), sfarim / sfaraw / sfarejha (Bücher / seine Bücher / ihre Bücher).

### Kongruenz des Verbs
Hinsichtlich der möglichen Genuskongruenzen verhalten sich finite und Infinite Verbformen verschieden. Finite Verbformen sind solche, an denen eine Vielzahl von grammatischen Kategorien wie Person, Numerus, Tempus, Genus verbi und Modus markiert sind. Im Deutschen und anderen indogermanischen Sprachen ist der Numerus des Subjekts am finiten Verb markiert, nicht aber sein Genus; in anderen Sprachen kann darüber hinaus auch Genus und Numerus von Subjekt und Objekt am Verb markiert sein. Ein Beispiel dafür aus Swahili, einer Sprache mit agglutinierend gebildeten Verformen, wurde im vorangegangenen Abschnitt diskutiert.
Es gibt aber solche Kongruenzen auch in finiten Verbformen von flektierenden Sprachen. Ein Beispiel von Subjektkongruenz aus dem modernen Hebräisch:
- Schmuel raqad. Atta raqadta. Lea raqda. Att raqadet. (Schmuel tanzte. Du(m) tanztest. Lea tanzte. Du(f) tanztest.)
- Schmuel jirqod. Atta tirqod. Lea tirqod. Att tirqedi. (Schmuel wird tanzen. Du(m) wirst tanzen. Lea wird tanzen. Du(f) wirst tanzen.)

Im biblischen Hebräisch gibt es genau dieselben Formen mit anderer Wortstellung und etwas anderer Bedeutung; die Subjektkongruenz ist aber dieselbe. Aufs biblische Hebräisch beschränkt ist die Objektkongruenz, wenn das Objekt ein Pronomen ist:
- ta‘asvennu (du(m) wirst ihn verlassen)
- ta‘asveha (du(m) wirst sie verlassen)[10]

Infinite Verbformen werden im Satz ähnlich verwendet wie andere Wortarten, nämlich Infinitive wie Substantive und Partizipien wie Adjektive oder Adverbien. Hinsichtlich der Genuskongruenzen erben sie die Eigenschaften dieser Wortarten. Beispielsweise haben deutsche Präsenspartizipien die Eigenschaft von Adjektiven, beim attributiven Gebrauch genuskongruent mit dem Substantiv zu sein: ein lächelnder Verkäufer, aber eine lächelnde Verkäuferin. Die folgenden französischen Beispiele zeigen, dass dabei Genuskongruenzen sowohl mit dem Subjekt als auch dem Objekt des Verbs auftreten können:
- les mots(m) qui étaient dits (die Wörter, die gesagt wurden)
- les paroles(f) qui étaient dites (die Worte, die gesagt wurden)
- les mots qu’il avait dits (die Wörter, die er gesagt hatte)
- les paroles qu’il avait dites (die Worte, die er gesagt hatte)

Eine Mittelstellung zwischen finiten und infiniten Verbformen nehmen solche Formen ein, die sprachgeschichtlich Partizipien sind, neben denen es aber kein finites Verb im selben Satz gibt, wenn nämlich ein dazuzudenkendes Verb sein nicht explizit dazugesetzt wird, weil es in der Sprache optional ist.
- hebr.: Schmuel roqed. Atta roqed. Lea roqedet. Att roqedet. (Schmuel tanzt. Du(m) tanzt. Lea tanzt. Du(f) tanzt. Eigentlich: Schmuel [ist] Tanzender. … Du(f) [bist] Tanzende.)
- russ.: Boris tanzewal. Ty tanzewal. Anna tanzewala. Ty tanzewala. (Boris tanzte. Du(m) tanztest. Anna tanzte. Du(f) tanztest. Eigentlich: Boris [ist] getanzt Habender. … Du(f) [bist] getanzt Habende.)

Solche Formen werden von den Sprechern wie finite Verbformen empfunden. Auf diese Weise kann auf Kosten der Personenkongruenz eine Genuskongruenz mit dem Subjekt zustande kommen, auch wenn sie sonst nicht in der Sprache vorkommt.

## Abhängigkeiten des Genus
Zu welchem Genus oder welcher Nominalklasse ein Wort gehört, kann von vielen Faktoren abhängen, die oft nicht mehr nachvollziehbar sind. Hier sind ein paar davon.

### Maskulinum, Femininum, Neutrum, Utrum
→ Zur transkribierten Vorlesung von Roland Barthes siehe Das Neutrum.
Viele Sprachen haben maskulin (m.) und feminin (f.) unter ihren Genera, manche davon, unter ihnen das Deutsche, zusätzlich neutral (n.). Das heißt keineswegs, dass stets alle maskulinen und femininen Wörter männliche oder weibliche Wesen bezeichnen und neutrale Wörter Sachen – Beispiel: der Löffel, die Gabel, das Messer.
Ein Wort heißt generisch, wenn es auf Wesen beider Geschlechter anwendbar ist, andernfalls (geschlechts-)spezifisch. Diese beiden Begriffe haben nichts mit Genera zu tun und sind daher auch im Zusammenhang mit Sprachen anwendbar, die gar keine Genera haben (wie das Ungarische) oder deren Genussystem nichts mit Geschlechtern zu tun hat (wie Swahili); die Wörter für Mädchen und Mensch sind auch in diesen Sprachen spezifisch oder generisch. Für Wörter, die etwas bezeichnen, das kein natürliches Geschlecht hat (wie Dinge oder Abstrakta), sind die Bezeichnungen generisch und spezifisch sinnlos, selbst dann, wenn diese Wörter im Zusammenhang mit nur einem Geschlecht auftreten, beispielsweise Wörter für Geschlechtsorgane oder für geschlechtstypische Kleidungsstücke.
Ein Genussystem hat dann einen Bezug zu natürlichen Geschlechtern, wenn spezifische Wörter, die also Wesen nur eines Geschlechts bezeichnen, ganz überwiegend – mit wenigen systematischen oder individuellen Ausnahmen wie etwa im Deutschen Diminutive oder Weib – ein vom Geschlecht abhängiges Genus haben: Dann heißt das regelmäßige Genus für männliche Wesen Maskulinum und das für weibliche Femininum. Daneben kann es wie im Deutschen ein drittes Geschlecht geben, das Neutrum (lateinisch ne-utrum „keines von beiden“). Generische Wörter und Wörter für Dinge und Abstrakta können in solchen Sprachen jedes der Genera haben. Maskuline generische Personenbezeichnungen, zu denen es auch eine weibliche Form gibt, werden auch spezifisch für Männer eingesetzt, was je nach Kontext missverständlich oder mehrdeutig sein kann (siehe Generisches Maskulinum).
Der Gegensatz von Neutrum ist Utrum (lateinisch utrum „eines von beiden“; von uter „welcher von beiden?“, „wer immer von beiden“). Dieses Wort wird verwendet, wenn das frühere Maskulinum mit dem früheren Femininum bis auf geschlechtsspezifische Pronomen für Lebewesen zusammengefallen ist und das gemeinsame Genus jetzt den Gegensatz zum Neutrum bildet, wie im Dänischen, Schwedischen und in einigen Varietäten des Norwegischen, sowie weitgehend auch im Niederländischen. Das Utrum enthält dabei auch Unbelebtes und das Neutrum auch Belebtes, so wie es auch im Deutschen viele unbelebte Maskulina und Feminina und einige belebte Neutra gibt, etwa deutsch das Kind, dänisch et barn, in beiden Sprachen ein Neutrum. Es handelt sich also nicht einfach um einen Gegensatz von Belebtem und Unbelebtem. Anders ist es in den ausgestorbenen anatolischen Sprachen Hethitisch und Luwisch: dort steht das Utrum für Lebewesen (nicht unbedingt genau nach der heutigen Definition) dem Neutrum für Unbelebtes gegenüber. Das Utrum wird in beiden Fällen manchmal auch als Genus commune bezeichnet. Diese Bezeichnung hat aber ursprünglich eine andere Bedeutung, nämlich dass ein und dasselbe Wort je nachdem, welchen Geschlechts das bezeichnete Lebewesen ist, verschiedenem Genus angehört. Im Schwedischen heißt das Utrum auch Realgenus.
Von Genus als Flexionsmerkmal zu trennen ist der Wortbildungsprozess der Movierung, also der morphologischen Veränderung eines generischen oder geschlechtsspezifischen Wortes, um daraus eines mit anderem Geschlechtsbezug zu machen. Häufig geht es um die Schaffung eines Wortes für weibliche Wesen (Lehrer → Lehrerin, Hund → Hündin), gelegentlich auch für männliche (Witwe → Witwer, Pute → Puter). In Sprachen mit geschlechtsabhängigen Genera hat dann das movierte Wort das entsprechende Genus, aber auch in Sprachen ohne Genera kann es durchaus Movierung geben, etwa ungarisch tanár (Lehrer) → tanárnő (Lehrerin).

### Deklinationsklasse
In Sprachen mit Kasus werden Wörter mit verschiedenem Genus oft verschieden dekliniert; sie liegen dann in verschiedenen Deklinationsklassen. Diese dürfen aber nicht mit den Genera verwechselt werden. Der Unterschied lässt sich mit dem folgenden Beispiel aus dem Russischen veranschaulichen:
|              | der nette Fjodor | der nette Nikita | die nette Anna |
| Nominativ    | milyj Fjodor     | milyj Nikita     | milaja Anna    |
| Genitiv      | milowo Fjodora   | milowo Nikity    | miloj Anny     |
| Dativ        | milomu Fjodoru   | milomu Nikite    | miloj Anne     |
| Akkusativ    | milowo Fjodora   | milowo Nikitu    | miluju Annu    |
| Instrumental | milym Fjodorom   | milym Nikitoj    | miloj Annoj    |
| Präpositiv   | milom Fjodore    | milom Nikite     | miloj Anne     |

Die Deklination von Nikita ist dieselbe wie von Anna aufgrund ihrer gleichen Endung -a, die nur bei sehr wenigen nicht-femininen Substantiven auftritt. Die Adjektivform, also die Kongruenz mit einem anderen Wort ist dagegen dieselbe wie bei Fjodor. Da es in der Definition von Genus nur um solche Kongruenzen geht, hat die Gleichheit der Flexionsendungen der Namen nichts mit den Genera zu tun, wohl aber die Gleichheit der Formen des Adjektivs.
In Sprachen mit Genus, aber ohne Kasus beschränkt sich die Deklination auf die Pluralbildung. Ein Beispiel aus dem Hebräischen: Maskuline Substantive und Adjektive bilden den Plural mit -im, feminine mit -ot, so dass die Endungen für beide Wortarten gleich sind, etwa morim tovim (gute Lehrer), morot tovot (gute Lehrerinnen), battim tovim (gute Häuser), arazot tovot (gute Länder). Hat nun ausnahmsweise ein maskulines Substantiv eine Pluralendung -ot oder ein feminines -im, so erkennt man wegen der Genuskongruenz die Genera an den Endungen der Adjektive, etwa schulchanot tovim (gute Tische), schanim tovot (gute Jahre).
Eng verwandt ist die Frage, ob einem Substantiv sein Genus an der Wortform anzusehen ist, etwa an Vorsilben oder Endungen. In vielen Sprachen ist das für viele Wörter der Fall, jedoch selten für alle. Im Deutschen beschränkt sich das auf Nachsilben, die eindeutiges Genus zur Folge haben, wie -ung(f), -heit(f), -keit(f), -schaft(f), -in(f), -tum(n, selten auch m), -lein(n), -chen(n), -ling(m).

## Das Genussystem der deutschen Sprache
Im Deutschen werden drei Genera unterschieden:
- maskulines Genus (männliches Geschlecht), kurz: Maskulinum, Beispiel: (der) Löffel
- feminines Genus (weibliches Geschlecht), kurz: Femininum, Beispiel: (die) Gabel
- neutrales Genus (sächliches Geschlecht), kurz: Neutrum, Beispiel: (das) Messer

Zu Sprachen mit anderen Genus-Systemen siehe den Abschnitt Genussysteme.

### Morphologie

#### Genus von Pronomen
Im engeren, moderneren Sinn sind Pronomen Wörter, die im Satz die Stelle eines Substantivs oder Eigennamens einnehmen: Personal-, Indefinit- und Fragepronomen, außerdem Possessiv- und Demonstrativpronomen, wenn sie kein Substantiv begleiten. Sie haben ein Genus, das von einem Possessivpronomen (Genus des Besitzers, nicht des Besitzes) oder einem Relativpronomen aufgegriffen werden kann. Beispiele:
1. Er, der seine Jacke anzieht, …
2. Sie, die ihre Jacke anzieht, …
3. Es, das seine Jacke anzieht, …
4. Meiner (statt: mein Wagen), der seinen Dienst tut, …
5. Diese (statt: diese Maschine), die ihre Betriebskosten erwirtschaftet hat, …
6. Jemand, der seine Jacke anzieht, …
7. Wer ist es, der seine Jacke anzieht?
8. Man kann seine Gefühle nicht immer verbergen, die einen plötzlich überkommen.
9. Etwas, das seine Aufgabe nicht erfüllt, …
10. Was ist es, das seine Aufgabe nicht erfüllt?

Handelt es sich um Personalpronomen (Bsp. 1 bis 3), so ist das Substantiv, das sie vertreten, vorher genannt worden, und sie übernehmen fast immer dessen Genus (Gegenbeispiele siehe weiter unten). Possessivpronomen und Demonstrativpronomen, die kein Substantiv begleiten (Bsp. 4 und 5), haben das Genus des fehlenden Substantivs, das mehrdeutig sein kann (im Bsp. 4 meiner für mein Wagen oder meines für mein Auto). Indefinit- und Fragepronomen (Bsp. 6 bis 10) haben ein eigenes Genus, das sie nicht von einem Substantiv oder Eigennamen übernommen haben. Sie sind für Personen maskulin (jemand, man, wer) und für Sachen neutral (etwas, was), unabhängig davon, welches Genus und auch welchen Sexus das Gemeinte hat. Will man bei Personen das natürliche Geschlecht mit Hilfe des Genus einfließen lassen, kann man etwa sagen:
- Einer, der seine Jacke anzieht, …
- Eine, die ihre Jacke anzieht, …

Indefinitpronomen mit nachfolgendem Relativpronomen werden gern durch Fragepronomen ersetzt, ohne dass sich am Genus etwas ändert:
- Wer zu spät kommt, den bestraft das Leben. (statt: Jemanden, der zu spät kommt, bestraft das Leben.)
- Was mich nicht interessiert, das lese ich nicht. (statt: Etwas, das mich nicht interessiert, lese ich nicht.)

#### Constructio ad sensum
Nicht immer nehmen Personalpronomen Genus und Numerus des Substantivs auf, das sie vertreten. Besonders für eine Person, deren natürliches Geschlecht bekannt ist, verwendet man häufig Pronomen mit dem dazugehörigen Genus. Das Pronomen wird dann so verstanden, dass es weniger auf ein Wort bezogen ist als auf die damit bezeichnete Person. Ebenso können Singulare, die eine Mehrzahl von Dingen oder Personen bezeichnen, durch Pluralpronomen wieder aufgenommen werden und umgekehrt. Solch eine Wahl des Pronomens heißt Constructio ad sensum. Wie bei allen Stilmitteln, die die formale Grammatik verletzen, ist ihr Gebrauch umstritten. Oft wird der Bruch gemildert, indem ein anderes Substantiv oder ein Name mit dem neuen Genus als Prädikatsnomen dazwischengestellt wird:
- Das Mädchen, das gerade hereingekommen ist, heißt Susanne. Sie arbeitet hier.
- Die andere Geisel war ein Mann. Er war etwa vierzig Jahre alt.

Im Allgemeinen können sich aber Personalpronomen nicht auf Prädikatsnomen beziehen:
- Der Hahnenfuß ist eine Wiesenblume. Er (nicht: sie) blüht gelb.

Reflexive Possessivpronomen (also sein/ihr, so dass sein/ihr eigenes gemeint ist) sollten möglichst dem Genus des Bezugswortes folgen, sei es ein Substantiv oder Pronomen:
- Das Mädchen hatte sein (nicht: ihr) Haar zu einem Pferdeschwanz zusammengebunden.
- Ein Mädchen war hereingekommen. Ihr (nicht: sein) Haar hatte sie zu einem Pferdeschwanz zusammengebunden.
- Ein Mädchen war hereingekommen. Sein (nicht: ihr) Haar hatte es zu einem Pferdeschwanz zusammengebunden.

Relativpronomen folgen stets dem Genus des Wortes, auf das sie sich beziehen:
- Die Schülerin ist ein nettes Mädchen, das (nicht: die) außerdem sehr fleißig ist.

#### Geschichte des Genusschwunds im Deutschen
Die Genuskongruenz ist im Deutschen im Verlauf der Sprachgeschichte zurückgegangen. So wies etwa im Mittelhochdeutschen der bestimmte Artikel im Plural (Nominativ und Akkusativ) noch zwei unterschiedliche Formen auf: eine männliche und weibliche Form die und eine sächliche Form diu. Im Neuhochdeutschen ist diese Unterscheidung verloren gegangen:
| Kasus | Althochdeutsch (Demonstrativpronomen) | Althochdeutsch (Demonstrativpronomen) | Althochdeutsch (Demonstrativpronomen) | Althochdeutsch (Demonstrativpronomen) | Althochdeutsch (Demonstrativpronomen) | Althochdeutsch (Demonstrativpronomen) | Mittelhochdeutsch | Mittelhochdeutsch | Mittelhochdeutsch | Mittelhochdeutsch | Mittelhochdeutsch | Mittelhochdeutsch | Neuhochdeutsch | Neuhochdeutsch | Neuhochdeutsch | Neuhochdeutsch | Neuhochdeutsch | Neuhochdeutsch |
| Kasus | Singular                              | Singular                              | Singular                              | Plural                                | Plural                                | Plural                                | Singular          | Singular          | Singular          | Plural            | Plural            | Plural            | Singular       | Singular       | Singular       | Plural         | Plural         | Plural         |
| Kasus | m                                     | f                                     | n                                     | m                                     | f                                     | n                                     | m                 | f                 | n                 | m                 | f                 | n                 | m              | f              | n              | m              | f              | n              |
| --- | ------------------------------------- | ------------------------------------- | ------------------------------------- | ------------------------------------- | ------------------------------------- | ------------------------------------- | ----------------- | ----------------- | ----------------- | ----------------- | ----------------- | ----------------- | -------------- | -------------- | -------------- | -------------- | -------------- | -------------- |
| Nominativ | ther                                  | thiu                                  | thaz                                  | thie                                  | thie                                  | thiu                                  | der               | diu               | daz               | die               | die               | diu               | der            | die            | das            | die            | die            | die            |
| Genitiv | thes                                  | thero                                 | thes                                  | thero                                 | thero                                 | thero                                 | des               | der               | des               | der               | der               | der               | des            | der            | des            | der            | der            | der            |
| Dativ | themo                                 | thero                                 | themo                                 | then                                  | then                                  | then                                  | dem               | der               | dem               | den               | den               | den               | dem            | der            | dem            | den            | den            | den            |
| Akkusativ | then                                  | thie                                  | thaz                                  | thie                                  | thie                                  | thiu                                  | den               | die               | daz               | die               | die               | diu               | den            | die            | das            | die            | die            | die            |
| Anmerkung: Der bestimmte Artikel des Deutschen entstand aus dem althochdeutschen Demonstrativpronomen ther/thiu/thaz. |                                       |                                       |                                       |                                       |                                       |                                       |                   |                   |                   |                   |                   |                   |                |                |                |                |                |                |

Noch gravierender ist der Genusschwund bei den Personalpronomen. Von den drei im Althochdeutschen im Nominativ und Akkusativ noch existierenden Pluralformen der 3. Person – Maskulinum, Femininum, Neutrum – bleiben im Mittelhochdeutschen noch zwei und in Neuhochdeutschen nur noch eine einzige:
| Kasus     | Althochdeutsch | Althochdeutsch  | Althochdeutsch | Althochdeutsch | Althochdeutsch | Althochdeutsch | Mittelhochdeutsch | Mittelhochdeutsch | Mittelhochdeutsch | Mittelhochdeutsch | Mittelhochdeutsch | Mittelhochdeutsch | Neuhochdeutsch | Neuhochdeutsch | Neuhochdeutsch | Neuhochdeutsch | Neuhochdeutsch | Neuhochdeutsch |
| Kasus     | Singular       | Singular        | Singular       | Plural         | Plural         | Plural         | Singular          | Singular          | Singular          | Plural            | Plural            | Plural            | Singular       | Singular       | Singular       | Plural         | Plural         | Plural         |
| Kasus     | m              | f               | n              | m              | f              | n              | m                 | f                 | n                 | m                 | f                 | n                 | m              | f              | n              | m              | f              | n              |
| --------- | -------------- | --------------- | -------------- | -------------- | -------------- | -------------- | ----------------- | ----------------- | ----------------- | ----------------- | ----------------- | ----------------- | -------------- | -------------- | -------------- | -------------- | -------------- | -------------- |
| Nominativ | êr             | siu; sî, si     | iz             | sie            | siu            | sio            | er                | siu, si, sie      | ez                | sie, si           | sie, si           | siu, sie, si      | er             | sie            | es             | sie            | sie            | sie            |
| Genitiv   | [sîn]          | ira, (iru, iro) | is, ës         | iro            | iro            | iro            | sîn, (es)         | ire, ir           | es, sîn           | ire, ir           | ire, ir           | ire, ir           | seiner         | ihrer          | seiner         | ihrer          | ihrer          | ihrer          |
| Dativ     | imu, imo       | iru, (iro)      | imu, imo       | im, in         | im, in         | im, in         | ime, im           | ire, ir           | ime, im           | in                | in                | in                | ihm            | ihr            | ihm            | ihnen          | ihnen          | ihnen          |
| Akkusativ | inan, in       | sia, (sie)      | iz             | sie            | siu            | sio            | in                | sie, si           | ez                | sie, si           | sie, si           | siu, sie, si      | ihn            | sie            | es             | sie            | sie            | sie            |

Zu einem Genusschwund kam es analog auch bei der Adjektivkongruenz. Während beim prädikativen Gebrauch des Adjektivs im Althochdeutschen in den indefiniten Formen der 3. Person Plural (Nominativ, Akkusativ) noch drei Genera erscheinen, sind es im Mittelhochdeutschen nur noch zwei und im Neuhochdeutschen nur noch eine:
| Kasus | Althochdeutsch                         | Althochdeutsch                              | Althochdeutsch                          | Althochdeutsch  | Althochdeutsch  | Althochdeutsch  | Mittelhochdeutsch                            | Mittelhochdeutsch                                   | Mittelhochdeutsch          | Mittelhochdeutsch | Mittelhochdeutsch | Mittelhochdeutsch | Neuhochdeutsch       | Neuhochdeutsch       | Neuhochdeutsch       | Neuhochdeutsch | Neuhochdeutsch | Neuhochdeutsch |
| Kasus | Singular                               | Singular                                    | Singular                                | Plural          | Plural          | Plural          | Singular                                     | Singular                                            | Singular                   | Plural            | Plural            | Plural            | Singular             | Singular             | Singular             | Plural         | Plural         | Plural         |
| Kasus | m                                      | f                                           | n                                       | m               | f               | n               | m                                            | f                                                   | n                          | m                 | f                 | n                 | m                    | f                    | n                    | m              | f              | n              |
| --- | -------------------------------------- | ------------------------------------------- | --------------------------------------- | --------------- | --------------- | --------------- | -------------------------------------------- | --------------------------------------------------- | -------------------------- | ----------------- | ----------------- | ----------------- | -------------------- | -------------------- | -------------------- | -------------- | -------------- | -------------- |
| Nominativ | blintêr/blint [man] (ein blinder Mann) | blintin/blint [magad] (ein blindes Mädchen) | blintaz/blint [kint] (ein blindes Kind) | blinte (blint)  | blinto          | blintiu (blint) | [ein] blint/blinder [man] (ein blinder Mann) | [ein] blint/blindiu [magedîn] (ein blindes Mädchen) | [ein] blint/blindez [kint] | blinde            | blinde            | blindiu           | [ein] blinder [Mann] | [eine] blinde [Frau] | [ein] blindes [Kind] | blinde         | blinde         | blinde         |
| Genitiv | blintes                                | blintera                                    | blintes                                 | blintero        | blintero        | blintero        | blindes                                      | blinder(e)                                          | blindes                    | blinder(e)        | blinder(e)        | blinder(e)        | blinden              | blinden              | blinden              | blinder        | blinder        | blinder        |
| Dativ | blintemu/blintemo                      | blinteru/blintero                           | blintemu/blintemo                       | blintêm/blintên | blintêm/blintên | blintêm/blintên | blindem(e)                                   | blinder(e)                                          | blindem(e)                 | blinden           | blinden           | blinden           | blinden              | blinden              | blinden              | blinden        | blinden        | blinden        |
| Akkusativ | blintan                                | blinta                                      | blintaz/blint                           | blinte          | blinto          | blintiu         | blinden                                      | blinde                                              | blint/blindez              | blinde            | blinde            | blindiu           | blinden              | blinde               | blindes              | blinde         | blinde         | blinde         |
| Anmerkung: mhd. magedîn ist Neutrum, wird aufgrund des natürlichen Geschlechts bei der Bildung der Adjektivformen aber wie ein Femininum behandelt. |                                        |                                             |                                         |                 |                 |                 |                                              |                                                     |                            |                   |                   |                   |                      |                      |                      |                |                |                |

### Semantik

#### Genus und Sexus im Deutschen
Im Deutschen entspricht das Genus eines personenbezeichnenden Substantivs teilweise dem Sexus der betreffenden Person (etwa die Frau, der Mann). Als Ausnahme hierzu ist allerdings das Weib sächlich. Auch Verkleinerungsformen (Diminutiva) auf -chen oder -lein sind immer sächlich. Ist das natürliche Geschlecht unbekannt oder nicht wichtig oder soll über eine gemischtgeschlechtliche Gruppe gesprochen werden, so besteht im Deutschen die Möglichkeit, sexusindifferente Oberbegriffe zu verwenden: mit maskulinem Genus der Mensch, der Gast, mit femininem die Person, die Geisel oder mit neutralem das Mitglied, das Kind.
|                  | Sexus männlich ♂                                     | Sexus weiblich ♀                                    | Sexus unbestimmt                              |
| ---------------- | ---------------------------------------------------- | --------------------------------------------------- | --------------------------------------------- |
| Genus Maskulinum | der Mann der Herr der Vater der Bruder               | der Backfisch der Blaustrumpf der Vamp der Wildfang | der Mensch der Gast der Fan der Impfling      |
| Genus Femininum  | die Eminenz die Heiligkeit die Mannsperson die Memme | die Frau die Dame die Mutter die Schwester          | die Person die Geisel die Koryphäe die Waise  |
| Genus Neutrum    | das Mannsbild das Kerlchen                           | das Weib das Mädchen das Fräulein das Groupie       | das Kind das Mitglied das Genie das Lebewesen |

#### Tierbezeichnungen
Für Personenbezeichnungen existieren nur wenige generische Feminina (die Person, die Geisel, die Wache, die Waise), für Tierbezeichnungen gibt es solche und generische Neutra häufiger. Dabei gibt es fließende Übergänge zwischen Substantiven, die generisch für Männchen und Weibchen, und solchen, die spezifisch für nur ein Geschlecht stehen können (vergleiche Movierte Tierbezeichnungen).
| Maskulinum | Maskulinum | Maskulinum |
|            | ♂          | ♀          |
| ---------- | ---------- | ---------- |
| generisch  | der Bär    | der Bär    |
| spezifisch | der Bär    | die Bärin  |

| Femininum  | Femininum | Femininum            |
|            | ♂         | ♀                    |
| ---------- | --------- | -------------------- |
| generisch  | die Katze | die Katze            |
| spezifisch | der Kater | die Katze die Kätzin |

| Neutrum    | Neutrum     | Neutrum           |
|            | ♂           | ♀                 |
| ---------- | ----------- | ----------------- |
| generisch  | das Reh     | das Reh           |
| spezifisch | der Rehbock | das Reh die Ricke |

Dagegen gibt es auch Generika, die sich auf kein spezifisches biologisches Geschlecht beziehen, sondern nur auf eine Tierart insgesamt. Dabei werden große Tiere und Fleischfresser häufiger dem Maskulinum zugeordnet, die wichtigsten Weidetiere dem Neutrum, die meisten Insekten und zahlreiche, überwiegend kleine Vögel dem Femininum.
| Maskulinum | Maskulinum | Maskulinum                     |
|            | ♂          | ♀                              |
| ---------- | ---------- | ------------------------------ |
| generisch  | der Mensch | der Mensch                     |
| spezifisch | der Mann   | (ahd. quena) das Weib die Frau |

| Maskulinum | Maskulinum                               |
|            | ♂ / ♀                                    |
| ---------- | ---------------------------------------- |
| generisch  | der Adler der Seehund der Wal der Frosch |
| spezifisch | das Männchen /das Weibchen               |

| Femininum  | Femininum                                    | Femininum |
|            | ♂ / ♀                                        |           |
| ---------- | -------------------------------------------- | --------- |
| generisch  | die Fliege die Spinne die Schlange die Kröte |           |
| spezifisch | das Männchen /das Weibchen                   |           |

| Neutrum    | Neutrum    | Neutrum   |
|            | ♂          | ♀         |
| ---------- | ---------- | --------- |
| generisch  | das Pferd  | das Pferd |
| spezifisch | der Hengst | die Stute |

In einigen Fällen sind Genus und Sexus bei Animata voneinander entkoppelt,
- weil die genaue Geschlechtsbezeichnung des Weibchens grammatisch männlich ist, oder die des Männchens grammatisch weiblich:

| Asymmetrie 1 | Asymmetrie 1 | Asymmetrie 1 |
|              | ♂            | ♀            |
| ------------ | ------------ | ------------ |
| generisch    | der Fisch    | der Fisch    |
| spezifisch   | der Milchner | der Rogner   |

| Asymmetrie 2 | Asymmetrie 2 | Asymmetrie 2                   |
|              | ♂            | ♀                              |
| ------------ | ------------ | ------------------------------ |
| generisch    | die Biene    | die Biene                      |
| spezifisch   | die Drohne   | die Königin und die Arbeiterin |

- oder weil die auffälligen Vertreter einer grammatisch weiblichen Tierart die Männchen sind:

| Asymmetrie 3 | Asymmetrie 3             | Asymmetrie 3             |
|              | ♂                        | ♀                        |
| ------------ | ------------------------ | ------------------------ |
| generisch    | die Nachtigall           | die Nachtigall           |
| spezifisch   | die Nachtigall – singt – | das Weibchen singt nicht |

| partielle Asymmetrie 3 | partielle Asymmetrie 3              | partielle Asymmetrie 3                             |
|                        | ♂                                   | ♀                                                  |
| ---------------------- | ----------------------------------- | -------------------------------------------------- |
| generisch              | die Amsel                           | die Amsel                                          |
| spezifisch             | die Amsel (der Amselhahn) – singt – | das Amselweibchen (die Amselhenne) – singt nicht – |

#### Soziale Bedeutung des Genus
Nicht zu verwechseln mit der Asymmetrie bei den zuletzt genannten Geschlechtsbezeichnungen im Tierreich ist die Asymmetrie, die sich aus der Geschlechtsform von Rollenbezeichnungen ergibt: So ist der Student etwa gleichzeitig eine allgemeine Bezeichnung für beide Geschlechter, aber auch die spezielle Form für männliche Studenten. Die Studentin bezeichnet hingegen eindeutig nur weibliche Personen.
Diese Asymmetrie wird in der feministischen Linguistik stark kritisiert, weil Männer bevorzugt und Frauen „unsichtbar“ gemacht würden, diese Deutung ist jedoch umstritten. Die sogenannte geschlechtergerechte Sprache versucht, diese Asymmetrie aufzubrechen.

#### Genus von Objekten ohne natürliches Geschlecht
Die meisten Substantive des Deutschen lassen keinen verallgemeinerbaren Zusammenhang zwischen der Bedeutung (Semantik) des Wortes und seinem Genus erkennen. Jedoch sind für einige Gruppen von Bezeichnungen empirisch gewisse Regeln festzustellen:
- Bei von Adjektiven abgeleiteten Substantiven mit den Suffixen -heit und -keit determiniert der Ableitungsoperator (hier -heit) für das Ableitungsprodukt ein bestimmtes Genus (hier Femininum) und versetzt es gleichzeitig in eine bestimmte Bedeutungskategorie (hier: Abstraktum einer Eigenschaft).
- Auch bei Ableitungen aus Verben legt der Ableitungsoperator das Genus fest, teilweise mit einzelnen Ausnahmen:
  - Feminina sind die Verb-Ableitungen auf -e (suchen → Suche), auf -d (Jagd, Mahd) und -t (Glut, Naht), auf -ft (Ankunft) und -st (Last), auf -ung und auf -ei. Von den Ausnahmen lassen sich der Herbst und der Hornung damit erklären, dass alle Jahreszeiten und Monatsnamen maskulin sind, und der Salbei damit, dass die meisten Gewürzkräuter männlich benannt sind.
  - Ableitungen ohne Suffix sind überwiegend maskulin (gehen → der Gang, fluchen → der Fluch usw.). Als Neutra erscheinen Dinge, die vorbereitet werden, wie das Bad und das Grab. Ausnahme ist die Wand. Die Flucht ist nur vordergründig eine Ausnahme: fliehen → -t → die Flucht → flüchten.
  - Die Möglichkeit verschiedener Genera wird teilweise zur Begriffsunterscheidung genutzt: das Band und der Band, das Bund und der Bund.
  - Verb-Ableitungen auf -nis sind nie maskulin. Ob sie im Einzelfall feminin oder neutral sind, folgt keiner festen Regel. Es gibt jedoch eine Tendenz: Bezeichnet das Wort einen durch die Handlung am Verbobjekt eingetretenen Zustand (die …nis = die …theit, etwa Befugnis, Bekümmernis, Besorgnis), so sind sie meist feminin; steht dagegen die aktuelle Handlung im Vordergrund (das …nis = das …en, etwa Begräbnis, Bekenntnis, Ergebnis) oder sind beide Deutungen möglich (etwa Ereignis, Erfordernis, Verständnis), so sind sie eher neutral. Neuere Bildungen sind in der Regel neutral.[25]
- Maskulin sind heute alle Wochentage, Monate und Jahreszeiten. Mittwoch(e) war ursprünglich feminin wie Woche[26]
- Neutra sind alle Sprachen: Das Shona (Chishona) ist die Sprache der Shona (Mashona).
- Feminina sind alle Schiffsnamen (die Kaiser Wilhelm).
- Alle Automarken sind maskulin (der Opel, der BMW), wohl im Sinne von der Wagen, aber nicht alle Autotypen (die Ente), Motorradmarken feminin (die BMW), vielleicht im Sinne von die Maschine, Fahrradmarken sächlich (das Opel, das Gazelle), im Sinne von das Rad. Analog dazu sind im Französischen Automarken weiblich (la Citroën) im Sinne von la voiture.

#### Hypothesen zum Verhältnis der Sprachmittel Genus und Numerus
Ein semantischer Zusammenhang der Kategorie Genus wird auch mit der Kategorie Numerus vermutet. Diese Vermutung fußt auf der Beobachtung des Sprachwissenschaftlers Joseph H. Greenberg, der zufolge die Kategorie Genus nur in Sprachen mit der Kategorie Numerus existiert. Die Umkehrung gilt nicht: Sprachen mit Numerus müssen kein Genus besitzen (vergleiche etwa das Türkische). Das Femininum des Deutschen wäre demnach eine Kategorie für Kollektivpluralität (wie etwa dt. Burschen-schaft), wie bereits Ende des 19. Jahrhunderts für die indogermanischen Sprachen von dem deutschen Sprachwissenschaftler Karl Brugmann angenommen.

#### Erklärungsversuche für Abweichungen von Genus und Sexus
In der Frühzeit der deutschen Grammatikschreibung – der Renaissance- und Barockzeit – wurden Genus und Sexus vermischt. Das Genus der Personenbezeichnungen wurde direkt mit ihrer Geschlechtsbedeutung in Verbindung gebracht, sodass beispielsweise Justus Georg Schottelius maskuline Personenbezeichnungen als „Namen der Männer“ auffasste. Zur Zeit der Aufklärung konzipierten Denker wie Johann Christoph Gottsched und Johann Christoph Adelung das Genus als eine mit dem Sexus (und allen stereotypen Vorstellungen darüber) im Zusammenhang stehende Kategorie, die zentrale Eigenschaften von Mann und Frau widerspiegle. Auf das generische Maskulinum wird in dieser Zeit nicht eingegangen, außer ansatzweise bei Indefinitpronomen, die etwa Adelung als geschlechtsneutral betrachtet. Das 18. und 19. Jahrhundert wurde von der mit Jacob Grimm einsetzenden Tendenz gekennzeichnet, das grammatische Geschlecht mit dem biologischen zu verknüpfen. So ließ Grimm sämtliche Vorstellungen von Eigenschaften, Verhaltensweisen und Auffälligkeiten, die an das Bild von Mann und Frau geknüpft waren, in seine Auffassung der Genera einfließen: „das masculinum scheint das frühere, größere, festere, sprödere, raschere, das thätige, bewegliche, zeugende; das femininum das spätere, kleinere, weichere, stillere, das leidende, empfangende (…) Diese Kennzeichen stimmen zu den bei dem natürlichen Genus (…) aufgestellten“. Das maskuline (grammatische) Geschlecht wurde von Grimm wie auch zuvor von Adelung analog zum biologisch männlichen Geschlecht als anders und höherwertig postuliert. Dementsprechend war für Grimm „die Hand“ weiblich, weil sie kleiner, passiver und empfänglicher sei als „der Fuß“. Passivität, geringe Größe und Femininum einerseits und Aktivität, Größe und Maskulinum andererseits gehörten seiner Ansicht nach zusammen. Grimm fand für viele andere Substantive eine vergleichbare sexusbasierte Erklärung. Er sah das Maskulinum als das „lebendigste, kräftigste und ursprünglichste“ unter allen Genuskategorien und erwähnte als Erster die Möglichkeit, maskuline Personenbezeichnungen in Bezug auf Frauen anzuwenden. Eine geschlechtsneutrale Bedeutung schreibt Grimm jedoch nur dem Neutrum zu. Ende des 19. und Anfang des 20. Jahrhunderts wurde weiterhin überwiegend angenommen, dass sich das Genus von Personenbezeichnungen aus dem Sexus der Bezeichneten ergibt. Zu dieser Zeit gab es u. a. von Wilhelm Wilmanns die ersten expliziten Beschreibungen des Phänomens des generischen Maskulinums.
Ab den 1960er Jahren entstanden über das Verhältnis von Genus und Sexus und hinsichtlich der Behandlung des generischen Maskulinums in der Linguistik zwei radikal unterschiedliche Auffassungen:
Der ersten Auffassung zufolge gibt es eine Kongruenz zwischen Sexus und Genus bei Personenbezeichnungen. Bei der Bezeichnung von Verwandtschaftsverhältnissen werde sie konsequent eingehalten (der Vater, aber die Mutter), und Sprachen unterschieden einerseits zwischen Animata (Belebtem, Leitfrage: Wer?) und Inanimata (Unbelebtem, Leitfrage: Was?), andererseits zwischen Männlichem und Weiblichem. Diese beiden Trennungen kämen in der Dreizahl der Genera zum Ausdruck. Um Abweichungen von der Kongruenz zu verstehen, sei ein hohes Maß an Abstraktionsvermögen erforderlich. Diese Abweichungen und nicht die Einhaltung der Kongruenz müssten gerechtfertigt werden.
Der zweiten Auffassung zufolge haben Genus und Sexus in Sprachen wie dem Deutschen nichts miteinander zu tun: Wenn ein Tisch „männlich“ sei, dann könne ein Teil von ihm, nämlich das Tischbein, eigentlich nicht „sächlich“ sein. Tatsächlich aber sei die Zuordnung von Genera zu Wörtern zufällig und willkürlich, wie auch die Genuszuordnung beim Besteck: der Löffel, die Gabel, das Messer. Auch seien nicht alle Hunde (generisches Maskulinum) männlich und nicht alle Katzen (generisches Femininum) weiblich. „Sachen“ seien Pferde (generisches Neutrum) allenfalls für Juristen und Ökonomen. Auch bei Lebewesen gebe es also chaotische Verhältnisse bei der Zuordnung von Oberbegriffen zu Genera. Folglich sei nichts dagegen einzuwenden, wenn auch Menschen mit einem von ihrem Sexus abweichenden Wort bezeichnet würden.
Der Grammatik-Duden von 1966 (S. 137, § 1255) sieht den Ursprung des Genussystems als semantisch motiviert an, d. h. in Zusammenhang mit dem Sexus stehend. Ab seiner dritten Auflage von 1973 (S. 150, § 321) verneint der Grammatik-Duden aber strikt einen Zusammenhang zwischen Genus und Sexus.

## Genussysteme in den germanischen Sprachen
Das Protogermanische, aus dem sich viele europäische Sprachen entwickelt haben, kannte drei Genera: Maskulinum, Femininum und Neutrum. Die Mehrzahl dieser Sprachen hat bei den Genera bis zur Gegenwart einen charakteristischen Formenschwund erlebt, wobei Maskulinum und Femininum vielfach erst zum Utrum vereinigt und das letztere schließlich auch mit dem Neutrum vereinigt wurde. Zu den germanischen Sprachen, die bei den Genera noch heute die größte Formenvielfalt aufweisen, zählen das Deutsche und Nynorsk, während das Englische zu den Sprachen zählt, in denen der Genusschwund am weitesten fortgeschritten ist.

### Übersicht: Die Genera in den germanischen Sprachen
Alle heute gesprochenen germanischen Sprachen weisen drei Genera – Maskulinum, Femininum, Neutrum – bei den Personalpronomen auf. Drei nominale Genera mit Adjektivkongruenz kommen dagegen heute nur noch im Deutschen, im Niederdeutschen, im Nynorsk und im Isländischen sowie in einigen kleineren Sprachen und Dialekten vor. Im Niederländischen, Dänischen, Schwedischen, im norwegischen Bokmål und im Westfriesischen ist an die Stelle von Maskulinum und Femininum das Utrum getreten, wobei im Dänischen auch jede Adjektivkongruenz aufgegeben worden ist. Englisch, Afrikaans und das moderne Jiddische sind die wichtigsten Beispiele für germanische Sprachen, in denen bei den Substantiven gar keine Genera mehr unterschieden werden.

### Die am häufigsten gesprochenen germanischen Sprachen
| Sprache | Nominale Genera, Artikelkongruenz                                                 | Nominale Genera, Artikelkongruenz                                                 | Nominale Genera, Artikelkongruenz                                                 | Adjektivkongruenz (bei attributivem Gebrauch)                                                      | Adjektivkongruenz (bei attributivem Gebrauch)                                                      | Adjektivkongruenz (bei attributivem Gebrauch)                                                      | Personalpronomen (3. Person Singular) | Personalpronomen (3. Person Singular) | Personalpronomen (3. Person Singular) | Movierung                                                            |
| Sprache | m                                                                                 | f                                                                                 | n                                                                                 | m                                                                                                  | f                                                                                                  | n                                                                                                  | m                                     | f                                     | n                                     | Movierung                                                            |
| --- | --------------------------------------------------------------------------------- | --------------------------------------------------------------------------------- | --------------------------------------------------------------------------------- | -------------------------------------------------------------------------------------------------- | -------------------------------------------------------------------------------------------------- | -------------------------------------------------------------------------------------------------- | ------------------------------------- | ------------------------------------- | ------------------------------------- | -------------------------------------------------------------------- |
| Isländisch | hestur, hesturinn (ein Pferd, das Pferd)                                          | dóttir, dóttirin (eine Tochter, die Tochter)                                      | hús, húsið (ein Haus, das Haus)                                                   | lítill hestur (ein kleines Pferd)                                                                  | lítil dóttir (eine kleine Tochter)                                                                 | lítið hús (ein kleines Haus)                                                                       | hann                                  | hún                                   | það                                   | kennari (Lehrer, Lehrerin)                                           |
| Deutsch mit allen seinen Dialekten Siehe auch Abschnitt Das Genussystem der deutschen Sprache. | ein/der Walzer                                                                    | eine/die Zeitung                                                                  | ein/das Brötchen                                                                  | ein kleiner Walzer                                                                                 | eine kleine Zeitung                                                                                | ein kleines Brötchen                                                                               | er                                    | sie                                   | es                                    | Lehrer, Lehrerin                                                     |
| Niederdeutsch | en/’n Mann, de Mann (ein Mann, der Mann)                                          | en/’n/ene/’ne Fro/Fru, de Fro/Fru (eine Frau, die Frau)                           | en/’n Kind, dat Kind (ein Kind, das Kind)                                         | en/’n kleenen/kleener Mann (ein kleiner Mann)                                                      | en/’n/ene/’ne kleene Fro/Fru (eine kleine Frau)                                                    | en/’n kleen(et) Kind (ein kleines Kind)                                                            | he                                    | se                                    | et/it/dat                             | Mester, Schoolmester (Lehrer), Mesterske, Schoolmesterin (Lehrerin)  |
| Nynorsk (Norwegisch) | ein hest, hesten (ein Pferd, das Pferd)                                           | ei dotter, dottera (eine Tochter, die Tochter)                                    | eit hus, huset (ein Haus, das Haus)                                               | ein liten hest (ein kleines Pferd)                                                                 | ei lita dotter (eine kleine Tochter)                                                               | eit lite hus (ein kleines Haus)                                                                    | han                                   | ho                                    | det                                   | lærar (Lehrer, Lehrerin), lærarinna, lærarinne (Lehrerin; veraltend) |
| Niederländisch (ausgenommen südliche Dialekte) | een/de vrouw (eine/die Frau), een/de auto (ein/das Auto)2                         | een/de vrouw (eine/die Frau), een/de auto (ein/das Auto)2                         | een/het huis (ein/das Haus)                                                       | een kleine vrouw, een kleine auto (eine kleine Frau, ein kleines Auto)                             | een kleine vrouw, een kleine auto (eine kleine Frau, ein kleines Auto)                             | een klein huis (ein kleines Haus)                                                                  | hij                                   | zij                                   | het                                   | leraar (Lehrer, Lehrerin), lerares (Lehrerin)                        |
| Schwedisch (ausgenommen einzelne Dialekte) | en kvinna, kvinnan (eine Frau, die Frau), en bil, bilen (ein Auto, das Auto)2     | en kvinna, kvinnan (eine Frau, die Frau), en bil, bilen (ein Auto, das Auto)2     | ett hus, huset (ein Haus, das Haus)                                               | en liten kvinna, en liten bil (eine kleine Frau, ein kleines Auto)                                 | en liten kvinna, en liten bil (eine kleine Frau, ein kleines Auto)                                 | ett litet hus (ein kleines Haus)                                                                   | han                                   | hon                                   | det                                   | lärare (Lehrer, Lehrerin), lärarinna (Lehrerin, veraltet)            |
| Bokmål (Norwegisch) | en kvinne, kvinnen (eine Frau, die Frau), en bil, bilen (ein Auto, das Auto)2     | en kvinne, kvinnen (eine Frau, die Frau), en bil, bilen (ein Auto, das Auto)2     | et hus, huset (ein Haus, das Haus)                                                | en liten kvinne, en liten bil (eine kleine Frau, ein kleines Auto)                                 | en liten kvinne, en liten bil (eine kleine Frau, ein kleines Auto)                                 | et lite hus (ein kleines Haus)                                                                     | han                                   | hun                                   | det                                   | lærer (Lehrer, Lehrerin), lærarinna (Lehrerin, veraltet)             |
| Dänisch (ausgenommen einzelne dänische Dialekte) | en kvinde, kvinden (eine Frau, die Frau), en bil, bilen (ein Auto, das Auto)2     | en kvinde, kvinden (eine Frau, die Frau), en bil, bilen (ein Auto, das Auto)2     | et hus, huset (ein Haus, das Haus)                                                | en lille kvinne, en lille bil, et lille hus (eine kleine Frau, ein kleines Auto, ein kleines Haus) | en lille kvinne, en lille bil, et lille hus (eine kleine Frau, ein kleines Auto, ein kleines Haus) | en lille kvinne, en lille bil, et lille hus (eine kleine Frau, ein kleines Auto, ein kleines Haus) | han                                   | hun                                   | det                                   | lærer (Lehrer, Lehrerin), lærerinde (Lehrerin, veraltend)            |
| Afrikaans | ’n/die man, ’n/die vrou, ’n/die motor (ein/der Mann, eine/die Frau, ein/das Auto) | ’n/die man, ’n/die vrou, ’n/die motor (ein/der Mann, eine/die Frau, ein/das Auto) | ’n/die man, ’n/die vrou, ’n/die motor (ein/der Mann, eine/die Frau, ein/das Auto) | ’n ou man, ’n ou vrou, ’n ou motor (ein alter Mann, eine alte Frau, ein altes Auto)                | ’n ou man, ’n ou vrou, ’n ou motor (ein alter Mann, eine alte Frau, ein altes Auto)                | ’n ou man, ’n ou vrou, ’n ou motor (ein alter Mann, eine alte Frau, ein altes Auto)                | hy                                    | sy                                    | dit                                   | onderwyser (Lehrer, Lehrerin), onderwyseres (Lehrerin, veraltend)    |
| Englisch mit allen seinen Dialekten | a/the man, a/the woman, a/the car (ein/der Mann, eine/die Frau, ein/das Auto)     | a/the man, a/the woman, a/the car (ein/der Mann, eine/die Frau, ein/das Auto)     | a/the man, a/the woman, a/the car (ein/der Mann, eine/die Frau, ein/das Auto)     | a little man, a little woman, a little car (ein kleiner Mann, eine kleine Frau, ein kleines Auto)  | a little man, a little woman, a little car (ein kleiner Mann, eine kleine Frau, ein kleines Auto)  | a little man, a little woman, a little car (ein kleiner Mann, eine kleine Frau, ein kleines Auto)  | he                                    | she                                   | it                                    | teacher (Lehrer, Lehrerin)                                           |
| Zeichenerklärung: Maskulinum, Femininum und Neutrum; nur Utrum und Neutrum; keine Unterscheidung von Genera 1 Utrum umfasst nur Belebtes; 2 Utrum umfasst auch Unbelebtes Movierung üblich; Movierung möglich, aber veraltend; Movierung entweder nicht möglich oder unüblich |                                                                                   |                                                                                   |                                                                                   | | | |                                       |                                       |                                       |                                                                      |

Anmerkungen zu den in der Tabelle aufgeführten Sprachen:
- Das Isländische ist eine derjenigen germanischen Sprachen, in denen die ursprünglichen Genera am weitesten erhalten geblieben sind. So werden hier etwa bei den Personalpronomen der 3. Person nicht nur im Singular (hann, hún, það), sondern auch im Plural drei Genera unterschieden (þeir, þær, þau).[45]

- Nynorsk besitzt zwar drei Personalpronomen der 3. Person Singular (han, ho, det), aber – wie das Deutsche – nur eines der 3. Person Plural (dei).[46]

- Im belgischen Niederländischen werden die Genera grundsätzlich wie im Niederländischen gehandhabt. Allerdings haben die Sprecher „für gewöhnlich ein stärkeres Gefühl als Niederländer für das grammatikalische Geschlecht“.[47] In Erscheinung tritt dieser Unterschied ausschließlich dann, wenn einem Substantiv ein Personalpronomen zugewiesen wird: „Während das konservativere Flämisch und südlichere Holländisch noch eine ganze Reihe von nicht-personalen Substantivklassen als feminin kategorisiert, ist das nördliche Sprachgebiet auf dem Wege zum Utrum als Genus auch für die pronominale Bezugnahme schon weiter fortgeschritten.“[48] Für männliche und weibliche Substantive werden im Niederländischen dann oft pauschal die männlichen Pronomen benutzt.[49]

### Weitere germanische Sprachen

#### Sprachen mit drei nominalen Genera
Im Jiddischen werden traditionell die drei Genera Maskulinum, Femininum und Neutrum unterschieden. Der bestimmte Artikel heißt im Nominativ: der, di, dos; der unbestimmte Artikel heißt bei allen Genera a (vor Vokal: an). Adjektivformen werden bei attributiver Verwendung kongruent zum Genus gebildet: a guter man (ein guter Mann), a gute froy (eine gute Frau), a gut(es) kind (ein gutes Kind). Die Personalpronomen 3. Person Singular sind: er, zi, es (er, sie, es). Im Litwischen, einem ostjiddischen Dialekt, fehlt das Neutrum. Movierung ist im Jiddischen traditionell üblich, Beispiel: lerer (m, Lehrer), lererin (f, Lehrerin).
Im chassidischen Jiddischen der Gegenwart dagegen sind die Genera weitgehend verschwunden; ihr Verlust erfolgte innerhalb nur weniger Generationen. Der einzige noch verwendete bestimmte Artikel ist de (der, die, das).
Wie das Isländische, mit dem es am nächsten verwandt ist, hat auch das Färöische drei nominale Genera bewahrt. Der unbestimmte Artikel heißt im Nominativ ein, ein, eitt (ein, eine, ein); Definitheit wird mit dem Suffix -ir, -ar-, -i (der, die, das) markiert. Adjektivformen werden beim prädikativen Gebrauch kongruent gebildet. Die Personalpronomen der 3. Person Singular sind hann, hon, tað (er, sie, es)
Im Luxemburgischen heißen die Pronomen der 3. Person Singular hien, sie, hatt (er, sie, es). Der bestimmte Artikel heißt den (m) bzw. d’ (f, n), der unbestimmte en (m, n) bzw. eng (f). Wie im Deutschen werden Adjektivformen nur bei attributivem Gebrauch kongruent zum Genus des Substantivs gebildet.
Das Saterfriesische kennt ebenfalls drei Genera: Maskulinum, Femininum und Neutrum. Der bestimmte Artikel heißt di, ju, dät (der, die, das), wobei neben diesen Vollformen noch eine reduzierte Form de, de, t besteht, die ausschließlich nach Präpositionen erscheint. Der unbestimmte Artikel heißt einheitlich n (ein, eine, ein). Adjektivformen werden beim attributiven Gebrauch kongruent zum Genus des Substantivs gebildet. Die Personalpronomen der 3. Person Singular heißen hie, ju, dät (er, sie, es).
Drei nominale Genera gibt es weiterhin in der autochthonen westfriesischen Mundart, die auf der Insel Schiermonnikoog gesprochen wird.
Das Gotländische ist einer der Dialekte des Schwedischen, in denen es nicht zur Bildung eines Utrum gekommen ist. Der Definitheitsmarker („bestimmter Artikel“) wird wie im Schwedischen suffigiert; der unbestimmte Artikel heißt änn, i/a/ä, ätt (er, sie es). Die Personalpronomen der 3. Person Singular heißen han, ha, di (er, sie, es).
Auch im Bornholmischen, einem ostdänischen Dialekt, werden bis heute drei nominale Genera unterschieden. Der unbestimmte Artikel heißt ejn, en, et (ein, eine, ein), die Pronomen der 3. Person Singular heißen hajn, hōn, ded (er, sie, es).

#### Sprachen mit uneinheitlicher Genussituation
Das Nordfriesische weist eine uneinheitliche Genussituation auf. Während auf dem Festland drei nominale Genera (Maskulinum, Femininum, Neutrum) verwendet werden, kommen auf den Inseln, etwa im Öömrang-Dialekt, nur zwei nominale Genera vor; das Femininum ist dort weitgehend mit dem Neutrum zusammengefallen. Auf einigen Inseln, etwa auf Sylt, besteht nur sogar noch ein einziges Einheitsgenus.

#### Sprachen mit zwei nominalen Genera
Das Westfriesische kennt zwei nominale Genera: Utrum und Neutrum. Der bestimmte Artikel heißt de (der, die) bzw. it (das), der unbestimmte Artikel in wird nur beim Utrum verwendet. Beim prädikativen Gebrauch werden Adjektivformen kongruent zum Genus des Substantivs gewählt; Beispiel: in grutte hûn (Utrum; ein großer Hund), grut hûs (Neutrum; ein großes Haus). Die Personalpronomen heißen: hy, hja, it (er, sie, es).

### Genusschwund in den germanischen Sprachen
Der Genusschwund lässt sich erstens im Vergleich der heutigen germanischen Sprachen beschreiben, von denen einige das ursprüngliche Genussystem weitgehend bewahrt haben, während in anderen die Genera zwar niemals vollständig, aber doch weitgehend aufgegeben wurden. Zweitens kann er auch historisch und bezogen auf individuelle Sprachen beschrieben werden. Zwei Beispiele:

#### Deutsch
Im Deutschen, das eines der umfangreichsten Genussysteme aller heutigen germanischen Sprachen besitzt, lässt sich ein im Mittelalter erfolgter Verlust von Genusformen aufweisen, besonders in den Pluralformen der Artikel, der Pronomen und in der Adjektivbeugung. Für Einzelheiten siehe weiter oben.

#### Englisch
Das Englische zählt unter den germanischen Sprachen zu denjenigen, in denen der Genusschwund am weitesten fortgeschritten ist. Dass auch hier einmal ein umfangreiches System von drei Genera – Maskulinum, Femininum, Neutrum – bestanden hat, lässt sich unter anderem an der Entwicklungsgeschichte des bestimmten Artikels aufweisen:
| Nominativ                                                                                            | sē   | sēo  | þæt | þā   | the | the | the | the | the | the | the | the |
| Genitiv                                                                                              | þæs  | þǣre | þæs | þāra | the | the | the | the | the | the | the | the |
| Dativ                                                                                                | þām  | þǣre | þām | þām  | the | the | the | the | the | the | the | the |
| Akkusativ                                                                                            | þone | þā   | þæt | þā   | the | the | the | the | the | the | the | the |
| Anmerkung: Der bestimmte Artikel des Englischen entstand aus dem altenglischen Demonstrativpronomen. |      |      |     |      |     |     |     |     |     |     |     |     |

Auch bei der Adjektivbeugung sind viele Genusformen verloren gegangen:
| Kasus     | Altenglisch | Altenglisch | Altenglisch | Altenglisch | Altenglisch | Altenglisch | Mittelenglisch | Mittelenglisch | Mittelenglisch | Mittelenglisch | Mittelenglisch | Mittelenglisch | Neuenglisch | Neuenglisch | Neuenglisch | Neuenglisch | Neuenglisch | Neuenglisch |
| Kasus     | Singular    | Singular    | Singular    | Plural      | Plural      | Plural      | Singular       | Singular       | Singular       | Plural         | Plural         | Plural         | Singular    | Singular    | Singular    | Plural      | Plural      | Plural      |
| Kasus     | m           | f           | n           | m           | f           | n           | m              | f              | n              | m              | f              | n              | m           | f           | n           | m           | f           | n           |
| --------- | ----------- | ----------- | ----------- | ----------- | ----------- | ----------- | -------------- | -------------- | -------------- | -------------- | -------------- | -------------- | ----------- | ----------- | ----------- | ----------- | ----------- | ----------- |
| Nominativ | gōd (gut)   | gōd (gut)   | gōd (gut)   | gōde        | gōde        | gōd         | good(e)        | good(e)        | good(e)        | good(e)        | good(e)        | good(e)        | good        | good        | good        | good        | good        | good        |
| Genitiv   | gōdes       | gōdre       | gōdes       | gōdra       | gōdra       | gōdra       | good(e)        | good(e)        | good(e)        | good(e)        | good(e)        | good(e)        | good        | good        | good        | good        | good        | good        |
| Dativ     | gōdum       | gōdre       | gōdum       | gōdum       | gōdum       | gōdum       | good(e)        | good(e)        | good(e)        | good(e)        | good(e)        | good(e)        | good        | good        | good        | good        | good        | good        |
| Akkusativ | gōdne       | gōde        | gōd         | gōde        | gōde        | gōd         | good(e)        | good(e)        | good(e)        | good(e)        | good(e)        | good(e)        | good        | good        | good        | good        | good        | good        |

## Genussysteme der nicht-germanischen Sprachen

### Weder Substantiv- noch Pronominalgenus
Ungefähr die Hälfte aller Sprachen kennt kein Genus.
Beispiele für indogermanische Sprachen ohne Genus sind:
- Armenisch
- Bengali, Assamesisch und Oriya (der östliche Zweig der indoarischen Sprachen)
- Von den iranischen Sprachen: Persisch einschließlich afghanisches Persisch und Tadschikisch; von den kurdischen Sprachen: Sorani (irakisches Kurdisch) und Südkurdisch (wird im Irak und Iran gesprochen); und Yazgulyam, eine Pamirsprache. (Die kurdischen Dialekte der Türkei[70] und Paschtu haben dagegen Maskulinum und Femininum.)

Nichtindogermanische Sprachen ohne Genus sind zum Beispiel:
- Baskisch
- Birmanisch, Chinesisch (inkl. Hochchinesisch), Tibetisch und andere sinotibetische Sprachen
- Estnisch, Finnisch, Ungarisch und andere finno-ugrische Sprachen
- Georgisch
- Hawaiisch, Indonesisch, Madagassisch, Māori und andere austronesische Sprachen
- Japanisch
- Khmer
- Koreanisch
- Thai
- Türkisch, Kasachisch, Kirgisisch, Tatarisch und andere Turksprachen
- Vietnamesisch
- Navajo

### Pronominalsexus, aber kein Substantivgenus
Einige Sprachen kennen zwar kein Substantivgenus (mehr), verfügen aber (weiterhin) über ein Pronominalgenus (z. B. Englisch). So richtet sich häufig das Personalpronomen der 3. Person Sg. nach dem Sexus, manchmal auch andere.
Die meisten Plansprachen haben keine Genuskategorie. Es gibt auch Sprachen, etwa Hindi-Urdu oder Pandschabi, in denen die Substantive sich nach Genera unterscheiden, die Pronomina aber nicht.

### Unterscheidung Maskulinum-Femininum
Die meisten modernen romanischen Sprachen verzichten auf das Neutrum, haben also nur noch die beiden Genera Maskulinum und Femininum. Reste des Neutrums gibt es im Spanischen für substantivierte Adjektive, etwa lo malo, das Übel. Im Italienischen sind nur einzelne nach der heutigen Grammatik unregelmäßige Pluralbildungen mit dem Suffix -a übrig geblieben, etwa mille (tausend) → due mila (zweitausend, mit der weiblichen Form von dui/due, zwei, dui veraltet).
- Italienisch (ausgenommen zentralitalienische Dialekte)
- Französisch
- Katalanisch
- Spanisch
- Portugiesisch
- Galicisch

Weitere Sprachen mit den beiden Genera Maskulinum und Femininum sind:
– Viele indoiranische Sprachen:
- Hindi-Urdu. Diese größte indoiranische Sprache weist jedoch kein Pronominalgenus auf. Es gibt also dasselbe Pronomen für er, sie, und es. Stattdessen wird das Genus am Verb markiert. Dies steht im Gegensatz zum Englischen, das zwar kein Nominalgenus kennt und auch kein Genus beim Verb, aber bei den Pronomen der 3. Person Singular zwischen er, sie, und es unterscheidet.
- Pandschabi. Wie im Hindi-Urdu unterscheidet auch im Pandschabi das Pronomen der 3. Person Singular nicht zwischen er, sie und es.
- Romanes
- Kaschmiri
- Nordkurdisch (Dagegen haben Zentralkurdisch und Südkurdisch kein Genus)
- Paschtu
- Belutschi

– Die heutigen baltischen Sprachen:
- Lettisch
- Litauisch

– Die keltischen Sprachen:
- Walisisch
- Bretonisch
- Irisch
- Schottisch-Gälisch
- Manx

– Eine einzige slawische Sprache unter italienischem Einfluss:
- Moliseslawisch oder Molisekroatisch

– Andere indoeuropäische Sprachen:
- Albanisch (mit Resten des Neutrums)

– Die Semitischen Sprachen:
- Arabisch
- Maltesisch
- Aramäisch
- Amharisch
- Hebräisch

– Und auch alle anderen afroasiatischen Sprachen, wie:
- Altägyptisch
- die Berbersprachen
- die kuschitischen Sprachen wie Somali und Oromo
- Hausa

### Unterscheidung Utrum-Neutrum
→ Siehe oben: Neutrum, Utrum
- Santali und andere Munda-Sprachen unterscheiden belebt und unbelebt.
- Die Algonkin-Sprachen der USA und Kanadas, wie Cree, Ojibwe oder Cheyenne unterscheiden ebenfalls zwischen belebt und unbelebt. Dabei stimmt die Kategorie „Belebtheit“ nicht immer mit unseren Vorstellungen überein. Die meisten natürlichen Objekte, wie Berge, Seen und Äpfel sind belebt, während die Kategorie „unbelebt“ vor allem für von Menschen gemachte Objekte verwendet wird.[71]
- Hethitisch unterschied wahrscheinlich belebt und unbelebt.
- Sumerisch unterschied eine Personen- und eine Sachklasse.

### Unterscheidung Maskulinum-Nicht-Maskulinum
Einige dravidische Sprachen Indiens unterscheiden nur zwischen Maskulinum und Nicht-Maskulinum; ein Femininum fehlt. Dies sind vor allem die Dravidasprachen der Zentralgruppe (Kui, Kuwi, Kolami, Parji, Ollari und Gadaba), sowie einige aus der Gruppe Süd-Zentral (Gondi und Konda). Alle diese Sprachen sind Sprachen indischer Adivasis ohne Schrifttradition. Gondi hat immerhin drei Millionen Sprecher.
Noch spezieller ist der Fall bei Telugu, der mit 81 Mio. Sprechern (2011) größten Dravidasprache und Amtssprache zweier indischer Bundesstaaten: Hier gibt es im Singular ebenso nur Maskulinum und Nicht-Maskulinum, im Plural aber Utrum und Neutrum. Es gibt im Telugu zwar feminine Pronomen, aber diese werden im Singular genau wie Neutra behandelt.

### Unterscheidung Maskulinum-Femininum-Neutrum
Von den romanischen Sprachen:
- Rumänisch (Das Neutrum ist im Singular mit dem Maskulinum zusammengefallen, im Plural mit dem Femininum. Solche Fälle gibt es vereinzelt auch im Italienischen.)
- Aromunisch

Die slawischen Sprachen mit Ausnahme des Moliseslawischen, darunter:
- Bosnisch
- Bulgarisch
- Kaschubisch
- Kroatisch
- Mazedonisch
- Polnisch
- Resianisch
- Russisch
- Serbisch
- Slowenisch
- Slowakisch
- Sorbisch
- Tschechisch
- Ukrainisch
- Belarussisch

Andere indogermanische Sprachen wie:
- Griechisch (sowohl Alt- als auch Neugriechisch)
- Latein
- Sanskrit und wenige neuindoarische Sprachen (Marathi, Gudscharati)

Nichtindogermanische Sprachen wie:
- die meisten dravidischen Sprachen Südindiens, etwa Tamil, Kannada und Malayalam. Das Genus entspricht hier dem natürlichen Geschlecht. Im Plural fallen Maskulinum und Femininum zusammen, während das Neutrum eigene Pluralformen hat. Auch die Verbformen geben das Genus des Subjekts wieder.